# كارل-هانس كيرن
كارل-هانس كيرن هو عالم عقيدة وسياسي ألماني، ولد في 3 أكتوبر 1932 في شتوتغارت في ألمانيا، وتوفي في 21 مايو 2014 في هايلبرون في ألمانيا. نشط حزبياً في الحزب الديمقراطي الاجتماعي الألماني. وقد انتخب عضو في البوندستاغ الألماني خلال فترته النيابية ‏ (1967 – 1976).